# シクロテトラメチレンテトラニトラミン
| シクロテトラメチレンテトラニトラミン | シクロテトラメチレンテトラニトラミン                                                                             |
| ------------------------------------ | --- |
| 構造式 HMX                           | |
| IUPAC名                              | 1,3,5,7-tetranitroperhydro-1,3,5,7-tetrazocine                                                                   |
| 別名                                 | HMX オクトーゲン                                                                                                 |
| 分子式                               | C4H8N8O8 |
| 示性式                               | (CH2)4(N-NO2)4                                                                                                   |
| 分子量                               | 296.2 g/mol |
| CAS登録番号                          | [2691-41-0] |
| 形状                                 | 無色結晶 |
| 密度と相                             | 1.9 g/cm3, |
| 蒸気圧                               | 1.13×10-14 Pa |
| 溶解度                               | 5 g/L 水 (20 °C)                                                                                                 |
| 融点                                 | 275 ℃ |
| 発火点                               | 336 ℃ |
| SMILES                               | C1N(CN(CN(CN1[N+](=O) [O-])[N+](=O)[O-])[N+](=O) [O-])[N+](=O)[O-]                                               |
| 出典                                 | 国際化学物質安全性カード シクロテトラメチレンテトラニトラミン ICSC番号:1575 (日本語版), 国立医薬品食品衛生研究所 |
| 爆薬としての性質                     | |
| 衝撃感度                             | 325 |
| 爆速                                 | 8350 m/s, 仮比重 1.7                                                                                             |
| 爆速                                 | 9120 m/s, 仮比重 1.84                                                                                            |
| トラウズル値                         | 153 |
| RE係数                               | 1.70 |
| 危険性                               | |

シクロテトラメチレンテトラニトラミン (cyclotetramethylenetetranitramine) は HMX、オクトーゲンとも呼ばれる爆薬の一種。
HMXの語源は、High Melting eXplosive、Her Majesty’s eXplosive、High-velocity Military eXplosive、High-Molecular-weight rdXと諸説ある。
RDXに類似した N-ニトロ化合物で爆発性をもつ。工業的に生産されている爆薬としてはヘキサニトロヘキサアザイソウルチタンに次ぐ威力で、おもに各種軍用炸薬として使われる。プラスチック爆薬の成分とされる。
TNTを25%混ぜて共融させ、融点を下げて溶填可能にしたものをオクトールと称する。

## 製造
ヘキサメチレンテトラミンを無水酢酸で処理後、窒素上を二段階でニトロ化して得られる。生成するRDXとHMXの混合物は、溶解度の差を利用して分離される。

HMXの収量はRDXより少なく言うなればHMXは無水酢酸法におけるRDXの副産物である。

## 価格
RDXより威力が高いが収量は少ないため、これが価格に反映されRDXより高価になる。
1kgあたり約1万円であり、RDXが1kgあたり1000円なのと比べると高い。
そのため重量の制約が大きいミサイルや成形炸薬に用いられる。